# Colebrookea oppositifolia
Colebrookea oppositifolia là một loài thực vật có hoa trong họ Hoa môi. Loài này được Sm. mô tả khoa học đầu tiên năm 1806.

## Hình ảnh

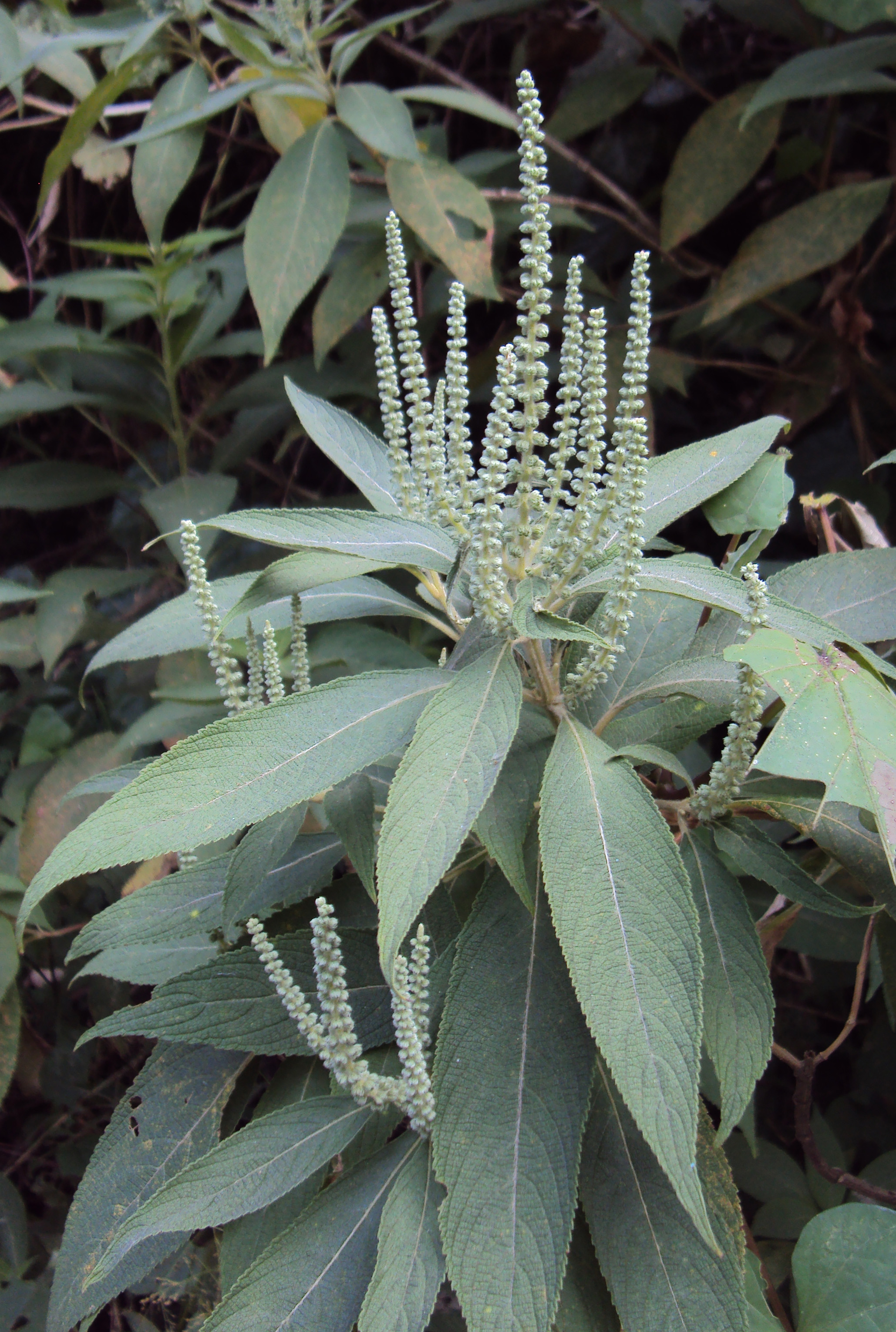
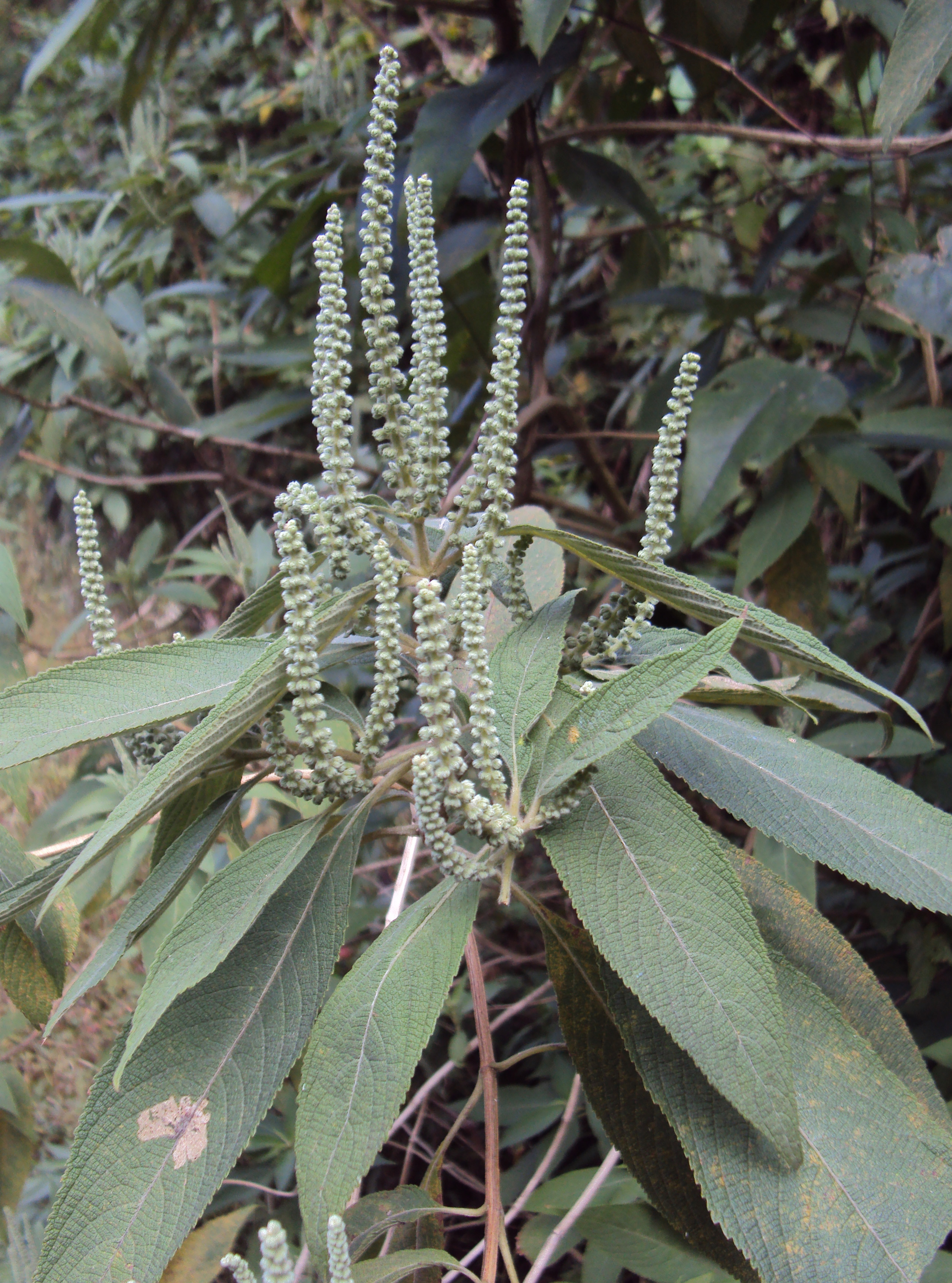
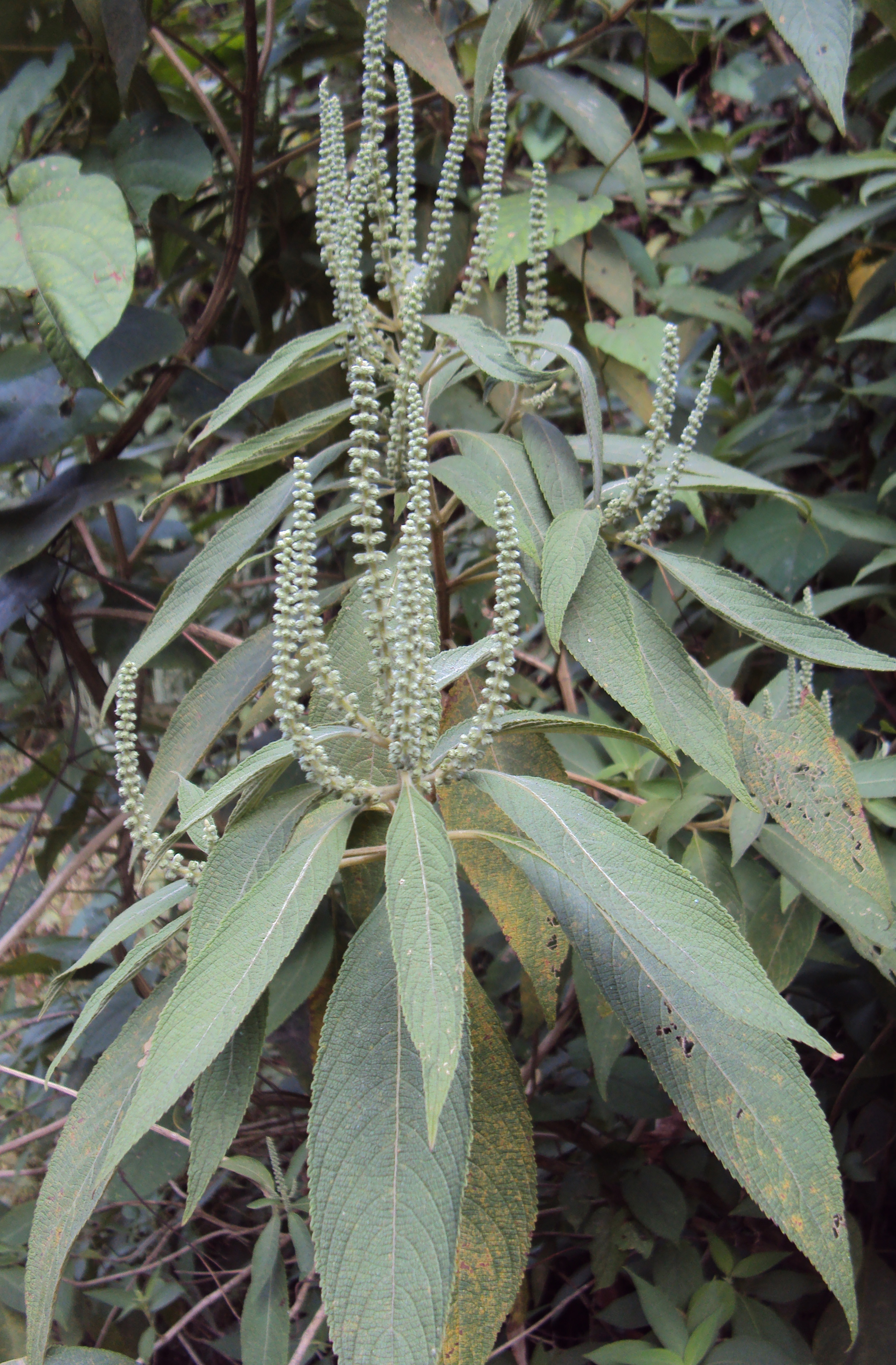
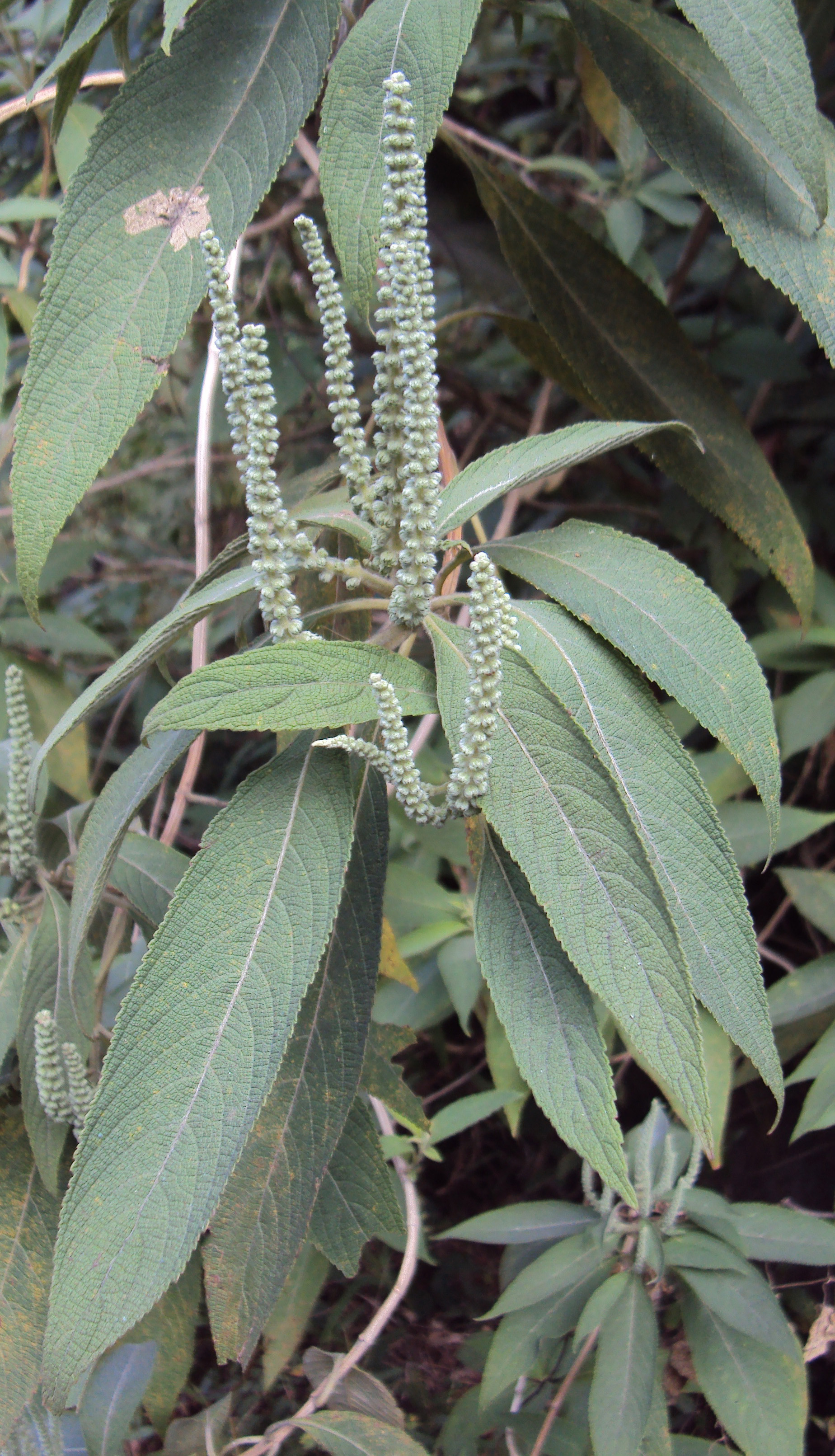